# Тайни и лъжи (сериал, 2015)
 Тази статия е за американския сериал.  За британския филм вижте Тайни и лъжи.  
„Тайни и лъжи“ (на английски: Secrets and Lies) е американски телевизионен сериал, който се излъчва по Ей Би Си в периода 1 март 2015 г. – 4 декември 2016 г. Сериалът е базиран на едноименния австралийски телевизионен сериал и е разработен за американската аудитория от Барби Клигман.
Сериалът проследява детектив Андрея Корнел от полицейското управление на Шарлът-Мекленбърг, докато тя разследва случаи на убийства. В първия сезон Бен Крофорд е главният заподозрян за смъртта на младо момче, което живее в неговия квартал. Във втория сезон Корнел разследва Ерик Уорнър, наследник на семейна инвестиционна фирма, когато съпругата му Кейт бива убита.
Сериалът е подновен за втори сезон на 7 май 2015 г., чиято премиера е на 25 септември 2016 г. Втори сезон приключва на 4 декември 2016 г. На 11 май 2017 г. Ей Би Си отменя излъчването на сериала след два излъчени сезона.

## Сюжет

### Сезон 1
Бен Крофорд е свободно практикуващ работник, женен за Кристи, с която има две дъщери: Натали – на 16 години; и Аби – на 12 години. Най-добрият му приятел Дейв живее в лятната им къща. Те имат съседка, Джес, която е отчуждена от съпруга си Скот, който е в армията. Джес и Скот имат петгодишен син, Том.
Докато излиза за ранно сутрешно тичане, Бен открива тялото на Том, който е бил изведен от леглото си в гората и убит от шест удара в главата с фенерче.
Детектив Корнел е убедена, че Бен е убиецът. Бен не може да докаже невинността си, тъй като няма спомени от предишната вечер, след като излиза да се напие с приятеля си Дейв, след скандал с Кристи заради подозрението ѝ за афера между Бен и Джес.
Семейство Крофорд започват да бъдат следени от медиите и са отбягвани от общността. Едно неразбирателство води до скандал с Дейв. Те научават, че Том всъщност е син на Бен, резултат от любовна афера за една нощ – информация, разкрита му след извършване на ДНК тестове от полицията.
Бен провежда свои собствени разследвания, което води до фалшиви обвинения срещу Скот и други съседи. Той бива манипулиран от репортер на име Артър Фентън, който иска да отмъсти на Корнел, като я накара да изгуби работата си, очерняйки я чрез компромати. Бен бива отвлечен от съсед Кевин, който се оказва бивш агент на ЦРУ, и който се опитва да извлече самопризнания от Бен чрез мъчения.
Отношенията с Дейв са силно обтегнати до момента когато Дейв признава, че е „подсилил“ питието на Бен в нощта на убийството. Заедно те проследяват стъпките на Бен. Корнел започва да търси други заподозрени.
По това време бракът на Бен се разпада. След като спи с Джес още веднъж, Бен открива, че тя страда от биполярно разстройство. Бен е убеден, че тя е убиецът, погрешно смятайки, че тя е отвлякла Аби. Джес оспорва обвиненията срещу нея с фалшиво обвинение за изнасилване, извършено от Бен.
Независимо един от друг, Корнел и Бен откриват ужасната истина, че Том е бил убит от Аби. Аби прави неуспешен ѝ план да скрие Том за кратко, за да изглежда така, сякаш е изчезнал, и така да накара Скот да се прибере у дома, попречвайки на баща ѝ, Бен, да напусне Кристи заради Джес. Аби признава на семейството си, че това е инцидент.
Бен решава да признае за убийството, за да защити Аби, въпреки настоятелността на Корнел, която е убедена, че Аби ще убие отново. Корнел е твърдо убедена, че ще я открие и вкара в затвора. Аби разкрива, че планът ѝ през цялото време е бил да удави Том, с надеждата, че това ще накара Джес да напусне града.
Допълнителна сцена от финала на сезон 1 става достъпна онлайн. В нея действието се развива 14 месеца след финалния епизод, като Натали успява да изчисти името на Бен и да го оневини.
Във втори сезон се разкрива, че Бен е убит в затвора. Невинността му обаче излиза наяве. Този факт очерня репутацията на Корнел като детектив. Не става ясно дали Аби е разкрита като истинския убиец на Том, или е успяла да избегне правосъдието.

### Сезон 2
Ерик Уорнър, току-що оженил се наследник на частната инвестиционна фирма, е заподозрян от детектив Корнел, когато съпругата му Кейт бива убита.

### Уеб мини серии
Cornell: Confidential са уеб серии на ABC Studios и Disney/ABC Digital Media Studios, които придружават телевизионния сериал. Всеки уеб епизод е пускан онлайн след излъчването на телевизионния епизод и дава допълнителни улики, разказани от гледна точка на детектив Андрея Корнел.

## Актьорски състав

### Главни роли
Сезон 1
- Джулиет Люис – детектив Андрея Корнел[8]
- Райън Филипи – Бен Крофорд[9]
- Кейди Стрикланд – Кристин „Кристи“ Крофорд[10]
- Индиана Евънс – Натали Крофорд[11]
- Бел Шус – Аби Крофорд[10]
- Натали Мартинес – Джесика „Джес“ Мърфи[12]
- Дан Фоглър – Дейв Линдзи

Сезон 2
- Джулиет Люис – детектив Андрея Корнел
- Майкъл Ийли – Ерик Уорнър[13]
- Джордана Брустър – Кейт Уорнър[14]
- Мекия Кокс – Аманда Уорнър[15]
- Чарли Барнет – Патрик Уорнър[14]
- Тери О'Куин – Джон Уорнър[16]
- Кени Джонсън – Дани[17]

### Епизодични роли
Сезон 1
- Стивън Бранд – Джоузеф Ричардсън
- Кейт Ашфийлд – Ванеса Ричардсън
- Бени Сиарамело – Скот Мърфи
- Грег Алън Уилямс – Кевин Хейнс
- Денис Даус – Илейн Уилямс
- Меган Рат – Никол Мълън[18]
- Мелиса Гилбърт – Лиза Дейли

Сезон 2
- Анналин Маккорд – Мелани Уорнър[19]
- Ерик Уинтър – Нийл Оливър
- Макнали Сейгъл – Мей Стоун
- Дейвид Джеймс Елиът – следовател Брайънт
- Брендън Хайнс – детектив Ралстън
- Едуин Ходж – д-р Грег Йънг

## Продукция
„Тайни и лъжи“ е поръчан от Ей Би Си в първоначалния си вариант за излъчване от 10 епизода през октомври 2013 г. Барби Клигман е създател и изпълнителен продуцент, а продуцентите на оригиналния сериал, Трейси Робъртсън и Нейтън Мейфийлд, са коизпълнителни продуценти. На 9 май 2014 г. „Тайни и лъжи“ е закупен от Ей Би Си, за да се излъчи през зимния сезон на 2014 – 2015 г.

## Критика и оценки
„Тайни и лъжи“ получава смесени отзиви от критиците след излъчването на първия сезон. В Rotten Tomatoes рейтингът на одобрение е 36%. Критичният консенсус гласи: „Въпреки че някои може да намерят интригата на сериала за убедителна, в крайна сметка „Тайни и лъжи“ се проваля покрай неубедителната актьорска игра, прекомерното отвличане на вниманието от главната сюжетна линия и лошия сценарий“. В Metacritic сериалът получава 48/100 гласа, като 22 от тях са „смесено или средно“ одобрение.

### Противоречия
На 16 март 2015 г. Ей Би Си и продуцентите на шоуто са подложени на критика от общността заради факта, че представят хемофилията като болест, причинена от кръвосмешение – героят на Майкъл Бийч, Артър Фентън, заявява: „Хемофилията е лошият страничен продукт на кръвосмешението“. Петиция за публично извинение бива стартирана на Change.org. В следващите епизоди тази сюжетна линията бива премахната, но Ей Би Си не публикува официално извинение.

## „Тайни и лъжи“ в България
В България сериалът започва излъчване през 2016 г. по AXN.